# Camp Pendleton North
Camp Pendleton North statisztikai település az USA Kalifornia államában, San Diego megyében. Lakosainak száma 9683 fő (2020. április 1.).

## Népesség
A település népességének változása:

| 2010 | 5 200 |
| 2020 | 9 683 |